# ژیمناستیک ریتمیک

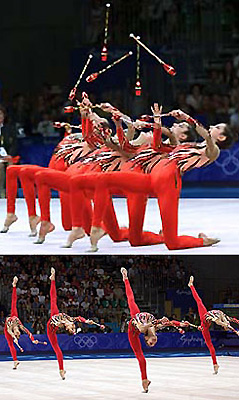
ژیمناستیک ریتمیک در بازی‌های المپیک تابستانی ۲۰۰۰ سیدنی

نماد ژیمناستیک ریتمیک

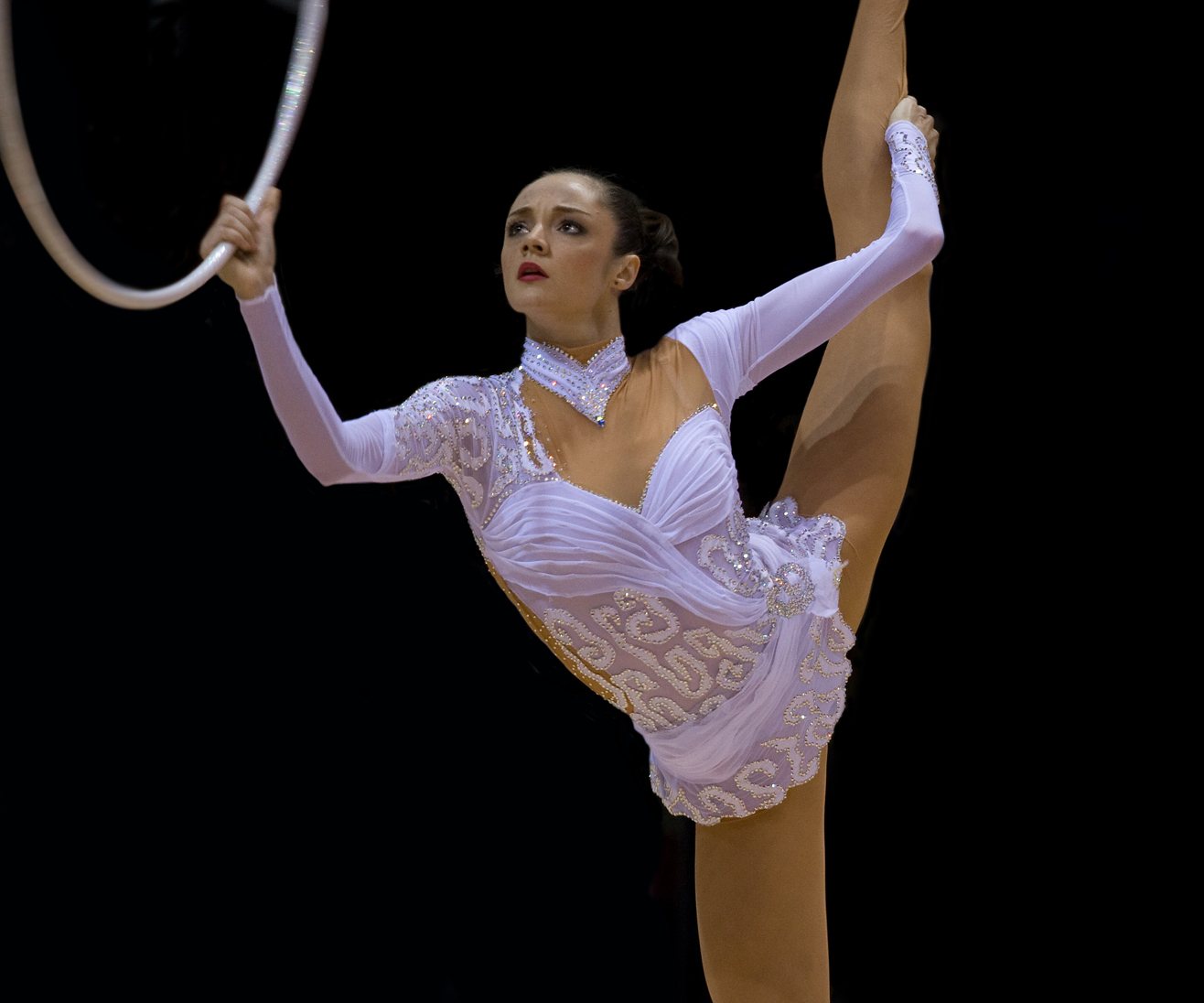
آنا بسونووا، صاحب ۲۴ مدال جهانی و دو مدال المپیک

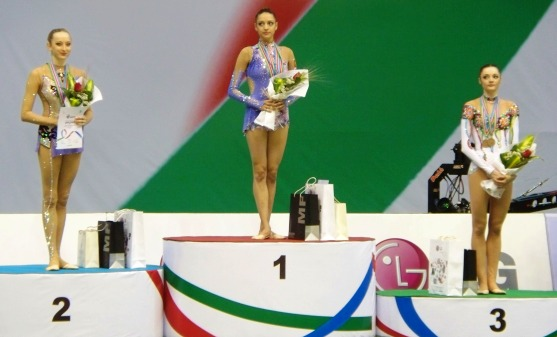
سکوهای جوایز مسابقات جهانی ژیمناستیک ریتمیک ۲۰۰۹ در باکو

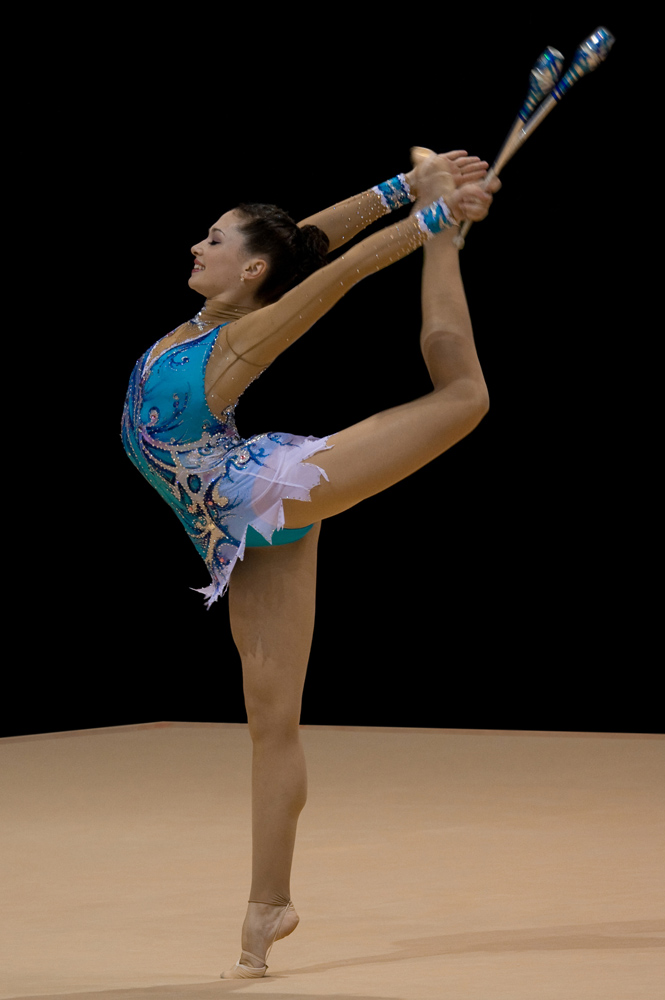
ایرینا ریسنزون، فینال مسابقات جهانی اسپانیا

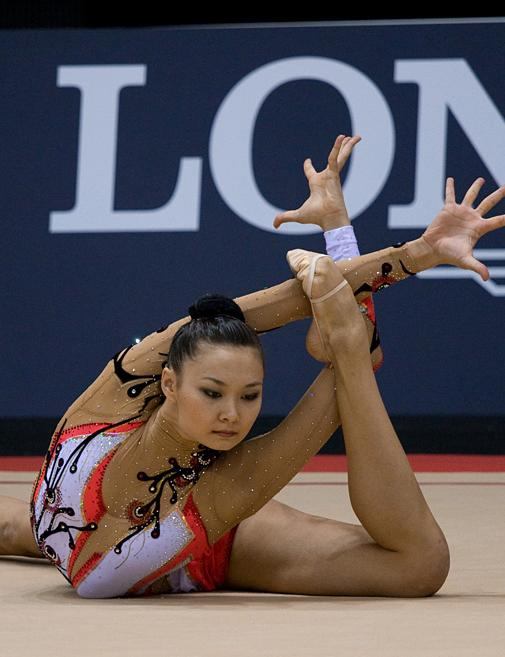
آلیا یوسوپوا، زیمناست قزاقستان

ژیمناستیک ریتمیک یک ورزش تک نفره یا گروهی (دو نفره یا بیشتر) است که توسط توپ، حلقه یا ربان و طناب‌های مخصوص ژیمناستیک انجام می‌شود.
این ورزش تلفیقی از ژیمناستیک، رقص و رقص‌های باله است که حرکاتی منظم و ریتمیک حاصل آن است.

## تاریخچه
در سال‌های ۱۸۰۰، ژیمناستیک ریتمیک به شکل ژیمناستیک گروهی وجود داشته‌است و می‌توان در آن نشانه‌هایی از طراحی رقص ابتدایی را پیدا کرد. پیشرفت این ورزش تا سال‌های ۱۹۳۰ که در اولین دوره مسابقات ورزش تجربی در اروپای شرقی معرفی شد، بسیار کند بود. زمانی که کمیته بین‌المللی المپیک به این ورزش علاقه‌مند شد، مدت‌ها بود که حرکات پیچیده زمینی ژیمناستیک ریتمیک، توجه و علاقه تعداد زیادی از ژیمناست‌های زن را جلب کرده بود.
در سال ۱۹۶۱ این ورزش توسط کمیته جهانی المپیک به عنوان یک رشته رسمی پذیرفته شد و دو سال بعد در سال ۱۹۶۳، مسئولان ورزش بوداپست یک برنامه مسابقه جهانی برای این رشته برگزار کردند. لودمیلا ساوینکووا از شوروی اولین قهرمان جهان در این رشته‌است. این مسابقات در سری اول تنها شامل ۲۸ شرکت‌کننده از ده کشور اروپایی بود. این ارقام به سرعت افزایش پیدا کرد و این رشته در تمام جهان علاقه‌مندان فراوانی پیدا کرد.
اولین حضور ورزشکاران ژیمناستیک ریتمیک در مسابقات المپیک در سال ۱۹۸۴ بود و به سرعت توجه عموم را به خود جلب نمود و تماشاگران و دست اندرکاران به سرعت به امکانات آن پی بردند. این رشته که با کمک وسایل خاص انجام می‌شد یک رشته ورزشی مختص بانوان بود. دختران جوان و زنان در هر سنی می‌توانستند به این ورزش بپردازند و آن را به صورت تفریحی یا حرفه‌ای دنبال کنند.

## نحوه برگزاری
در مسابقات انفرادی، شرکت کنندگان با ۴ یا ۵ وسیله چند برنامه اجرا می‌کنند و در مسابقات تیمی، تیمهای ۵ نفره یک بار با میل برنامه اجرا می‌کنند و یک بار به این صورت که دو نفر از آن‌ها به حلقه و سه نفر به روبان مجهز هستند. در برنامه‌های گروهی، کار بر اساس قابلیتهای ورزشکاران در انجام حرکات هماهنگ و هم‌گام و توانایی آن‌ها در به کار بردن ابزارها ارزش‌گذاری می‌شود. هرقدر بده بستان بین ورزشکاران بیشتر باشد، تماشاگران بیشتر محو زیبایی، هیجان و مهارت گروه می‌شوند.

## فواید
یکی از برتری‌های این رشته ورزشی به دست آوردن توانایی‌های اولیه در شناخت ریتم و اجرای حرکات موزون مانند: انعطاف‌پذیری، حفظ تعادل، قدرت بدنی، چالاکی و هماهنگی بین حرکات دست و چشم است که می‌تواند در ورزشهای دیگر نیز بسیار کارآمد باشد. با تعلیم صحیح، قابلیتهای کودکانی که در کلاسهای معتبر ژیمناستیک ریتمیک شرکت می‌کنند بسیار افزایش می‌یابد
با آموختن مهارتهای اولیه ژیمناستیک ریتمیک، کودک به حس دقیق تری از تعادل، خودآگاهی و هماهنگی حرکات دست می‌یابد

ژیمناستیک ریتمیک بر پایه آموزش تدریجی حرکات از ساده به پیچیده قرار دارد. هنگامی که کودک می‌آموزد حرکات پیچیده را انجام دهد، این پیشرفت به او اعتماد به نفسی می‌دهد که در تمام رفتارهای او مؤثر خواهد بود.

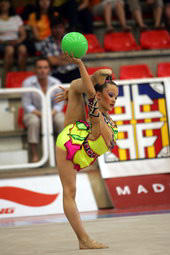
نمونه‌ای از تعادل در زیمناستیک ریتمیک

کودک در حین آموزش یادمی‌گیرد که اگر کاری را با قانون و آداب خاصی انجام دهد، موفق خواهد شد و رسیدن به این برنامه به انضباط نیاز دارد. مفرح بودن این ورزش، خود بهترین مشوق برای ادامه دادن منظم آن خواهد بود.
ژیمناستیک به کودکان امکان می‌دهد تا به روش‌های خاص خودشان ابراز وجود کنند. قسمت مهمی از ژیمناستیک به کشف حرکات و فرم‌های تازه اختصاص دارد. کودکان مدام به فکر تجربه حرکات جدید و رسیدن به شیوه‌های ابداعی برای انجام آن‌ها هستند.

## قوانین
طناب از جنس کنف یا مواد مصنوعی ساخته شده‌است و اندازه آن متناسب با قد ورزشکار انتخاب می‌شود و دو سر آن گره زده شده‌است. فرم‌ها و فیگورهای تکنیکی که با طناب اجرا می‌شود با یک یا دو دست اجرا می‌شود و طناب می‌تواند به حالتهای کشیده یا آزاد قرار بگیرد. طناب غالباً به شکل یک موجود مار مانند حمله‌کننده به نظر می‌رسد و به دور ژیمناست می‌پیچد. اما نرمی و انعطاف بدن ورزشکار با ظرافت از چنبره آن خارج می‌شود.
حلقه از چوب یا پلاستیک ساخته می‌شود و محکم و غیرقابل انعطاف است. قطر داخلی آن بین ۸۰ تا ۹۰ سانتیمتر و وزن آن حداقل ۳۰۰ گرم است. مقطع حلقه می‌تواند به اشکال مختلف باشد، از جمله دایره، مربع، لوزی وغیره. حلقه، معرف یک فضا است و این فضا باید تا حد امکان توسط ژیمناست، که در درون آن حرکت می‌کند، به کار گرفته شود. به کار بردن حلقه باید همراه با تغییر مکان مداوم جای دست بر روی آن باشد و شکل حلقه اجرای حرکاتی چون غلتیدن، معلق و وارو زدن و حرکاتی چون طناب زدن را می‌طلبد. اصل مهم در این حرکات، هماهنگی صحیح و دقیق حرکات است.
توپ از جنس پلاستیک ساخته می‌شود، قطر آن بین ۱۸ تا ۲۰ سانتیمتر بوده و حداقل وزن آن ۴۰۰ گرم است. توپ تنها ابزاری است که نباید محکم گرفته شود. به این معنا که رابطه بین ابزار و بدن ورزشکار باید بسیار وابسته حس لامسه و حرکات نرم ومماس بدن باشد. توپ با هماهنگی کامل با بدن حرکت می‌کند. پرتاب‌های ناگهانی با کنترل زمان و گرفتن به وقع توپ، از عوامل ایجادکننده هیجان برنامه هستند.
میل‌ها از چوب یا پلاستیک ساخته می‌شوند و طول آن‌ها بین ۴۰ تا ۵۰ سانتیمتر و وزن هرکدام حداقل ۱۵۰ گرم است. میل از سه قسمت بدنه (قسمت پیازی شکل)، گردن (قسمت باریک) و سر (قسمت کروی کوچک) تشکیل شده‌است. قطر قسمت سر نباید از ۳ سانتمتر بیشتر باشد. ژیمناست از میل‌ها برای انجام حرکات نامتقارن چون چرخاندن، پرتاب کردن و گرفتن و تمام حرکات تردستانه ممکن استفاده و آن‌ها را با فیگورهای ژیمناستیک ترکیب می‌کند. تمرین و اجرای برنامه با میل احتیاج به حس بسیار تقویت شده ریتم، زمان‌بندی، هماهنگی حواس و دقت فراوان دارد. بیشتر ورزشکارانی که قدرت دست راست و چپ آن‌ها یکسان است، معمولاً از میل استفاده می‌کنند.
دسته از چوب، پلاستیک یا فایبرگلس ساخته می‌شود. قطر آن حداکثر ۱ سانتیمتر و طول آن همراه با حلقه بین ۵۰ تا ۶۰ سانتیمتر است.
روبان از پارچه ساتن یا هر نوع پارچه آهار نخورده و لغزان ساخته می‌شود. عرض آن بین ۴ تا ۶ سانتیمتر و طول آن حداقل ۶ متر است و وزن روبان حداقل ۳۵ گرم است. این بخش باید یک سره باشد و قسمت انتهایی آن برای اتصال به حلقه دسته می‌تواند تاب بخورد. یک لبه محکم‌کننده حداکثر ۵ سانتیمتری، می‌تواند داخل دو لایه سر آزاد روبان قرار بگیرد تا انجام حرکات را ساده‌تر کند. روبان ابزاری بلند و سبک است و می‌توان آن را به هرسو پرتاب نمود. حرکات زیبای آن با ساختن فرمها و اشکال در فضا به وجود می‌آید. پرواز آن در هوا اشکال و تصاویری از هر نوع ممکن و هر اندازه‌ای به وجود می‌آورد و می‌تواند تداعی‌کننده ریتم‌های مختلف موسیقی و حرکت ورزشکار باشد. حرکات حلزونی، ماری و پرتاب‌ها از جمله حرکات اصلی کار با ربات هستند.

## نگارخانه

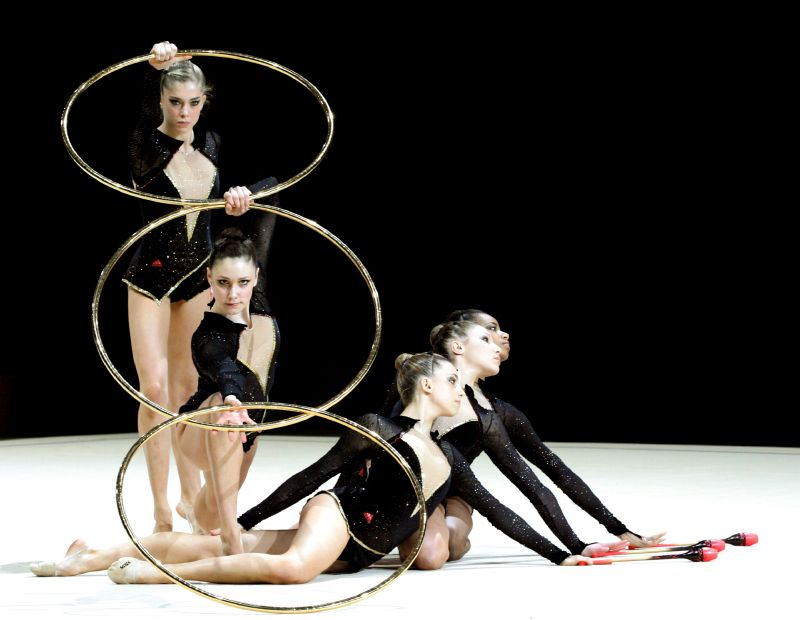
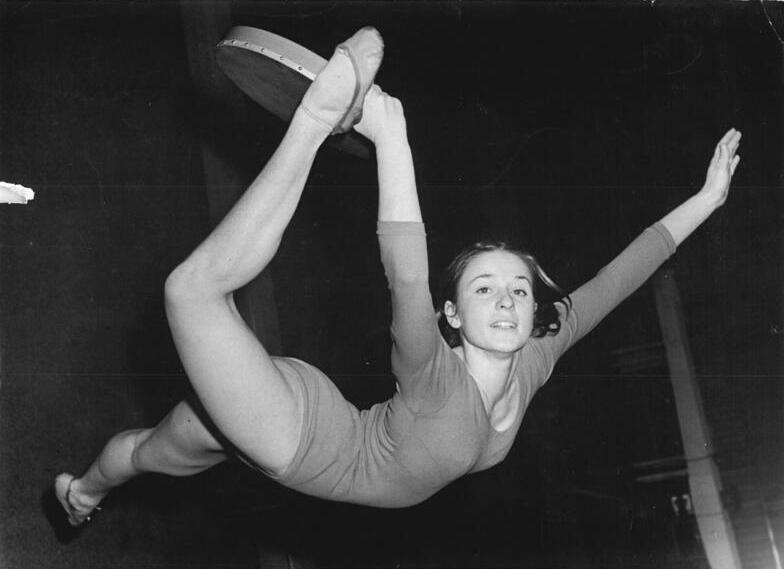
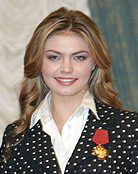
آلینا کابیوا قهرمان المپیک آتن